# Micranthocereus flaviflorus
Micranthocereus flaviflorus är en kaktusväxtart som beskrevs av Albert Frederik Hendrik Buining och Brederoo. Micranthocereus flaviflorus ingår i släktet Micranthocereus och familjen kaktusväxter. Inga underarter finns listade i Catalogue of Life.